# Забур Іван Сергійович
Забур Іван Сергійович (20 березня 1920 року, село Серміно, Ярославська губернія — 21 листопада 1942 року, село Хулхута, Калмицька АРСР) — учасник  Великої Вітчизняної війни, командир стрілецької роти 103-го гвардійського стрілецького полку 34-ї гвардійської стрілецької дивізії  28-ї армії  Сталінградського фронту, гвардії лейтенант. Закрив своїм тілом амбразуру кулемета. 

## Біографія
Народився в 1920 році в селі Серміно на Ярославщині в сім'ї колгоспників. Закінчивши школу, вступив до Великосільського сільхозтехникуму і по його закінченні працював рахівником у колгоспі рідного села і двох прилеглих колгоспів.
У 1940 році був призваний в РККА і спрямований у Львів, в школу комскладу. Війну зустрів на західному кордоні, був поранений, лікувався в госпіталі в  Нахабіні. Після лікування потрапив до складу  7-го повітряно-десантного корпусу, який в серпні 1942 року було переформовано в  34-у гвардійську стрілецьку дивізію. У складі дивізії командир роти лейтенант Забур потрапив в  Калмикію, де з кінця з боями відступає від  Елісти у напрямку до  Астрахані. Після залишення села Хулхути, лінія фронту стабілізувалася і залишалася такою до листопада 1942 року.
21 листопада 1942 року дивізія, в ході  наступальної операції під Сталінградом перейшла в наступ. 103-й гвардійський стрілецький полк наступав безпосередньо на Хулхуту,  перед якою були зведені оборонні позиції противника. Просуванню роти Забурова заважав вогонь з дзоту і тоді сам командир роти зумів підібратися до дзоту і кинув в нього дві гранати, проте безуспішно. Вже поранений лейтенант Забур піднявся і накрив своїм тілом амбразуру дзоту.
Зі спогадів гвардії старшини Петра Закромова:
«Всі ми із завмиранням серця спостерігали, як наш командир вступив у двобій з фашистами. Забур, притискаючись до землі, все ближче підбирався до дзоту. Коли до дзоту залишалося метрів п'ять або шість, Іван Сергійович був поранений і залишився лежати нерухомо перед самою амбразурою. На його шинелі просочилися бурі плями. Вони швидко збільшувалися, і незабаром вся шинель біля плечей стала темною від крові. Тоді в дзоті, мабуть, порахували, що їм ніхто не загрожує і щоб охолодити кулемет, припинили вогонь. Забур, залитий кров'ю, піднявся на повний зріст, рвонув вперед і впав грудьми на амбразуру фашистського доту ... ».
Про подвиг лейтенанта Забурова 25 листопада 1942 року написала армійська газета, але тим не менше, І. С. Забур не був нагороджений за подвиг. 
Народний письменник Калмикії Тимофій Отельданович Бембеєв неодноразово ініціював нагородження І. С. Забурова, але безуспішно. Лише 2000 року з Міністерства оборони РФ повідомили, що «На Забурова Івана Сергійовича оформлений матеріал на нагородження його орденом Вітчизняної війни 1-го ступеня (посмертно), і найближчим часом він буде включений до Указу для нагородження ». Однак підтвердження відбувшомуся нагородженню немає. 
Похований біля поля бою, потім перепохований у братській могилі селища Яшкуль.